# Durotaxia
Durotaxia é uma forma de migração celular em que as células são guiadas por gradientes de rigidez, que surgem de propriedades estruturais diferenciais da matriz extracelular (MEC). A maioria das células normais migra para cima em gradientes de rigidez (na direção de maior rigidez).

## Histórico de pesquisa
O processo de durotaxia requer que uma célula detecte ativamente o ambiente, processe o estímulo mecânico e execute uma resposta. Originalmente, acreditava-se que essa era uma propriedade emergente do metazoário, pois o fenômeno requer um ciclo sensorial complexo que depende da comunicação de muitas células diferentes. No entanto, à medida que a riqueza da literatura científica relevante cresceu no final da década de 1980 e ao longo dos anos 1990, tornou-se aparente que as células individuais possuem a capacidade de fazer o mesmo. As primeiras observações da durotaxia em células isoladas foram que estímulos mecânicos poderiam causar a iniciação e alongamento de axônios nos neurônios sensoriais e cerebrais de pintinhos e induzir a motilidade em ceratócitos epidérmicos de peixes, anteriormente estacionários. A rigidez da MEC também influenciou a rigidez do citoesqueleto, amontagem da fibronectina, a força das interações integrina-citoesquelética, a morfologia e a taxa de motilidade, todas as quais influenciam a migração celular.
Com informações das observações anteriores, Lo e colegas formularam a hipótese de que as células individuais podem detectar a rigidez do substrato por um processo de exploração tátil ativa no qual as células exercem forças contráteis e medem a deformação resultante no substrato. Apoiada por seus próprios experimentos, esta equipe cunhou o termo "durotaxia" em seu artigo no Biophysical Journal no ano de 2000. Pesquisas mais recentes apóiam as observações anteriores e o princípio da durotaxia, com evidências contínuas de migração celular até a rigidez gradientes e alterações morfológicas dependentes da rigidez.

## Modelos matemáticos
Vários modelos matemáticos foram usados para descrever a durotaxia, incluindo:
- Um modelo bidimensional baseado na equação de Langevin, modificado para incluir as propriedades mecânicas locais da matriz.[15]
- Um modelo baseado na descrição da durotaxia como um fenômeno de estabilidade elástica onde o citoesqueleto é modelado como um sistema plano de elementos de linha elástica protendidos que representam fibras de tensão de actina.[16]
- Um modelo onde endurece a persistência mediada tem a forma da equação de Fokker–Planck.[17]
- Um modelo em que a persistência mediada pelo enrijecimento afeta a durotaxia.[18]